# John Y. Mason
John Young Mason, född 18 april 1799 i Greensville County, Virginia, död 3 oktober 1859 i Paris, Frankrike, var en amerikansk politiker och diplomat.
Mason var USA:s marinminister 1844-1845 och 1846-1849. Som USA:s justitieminister tjänstgjorde han 1845-1846 under president James K. Polk. Han var USA:s minister till Frankrike 1853-1859.
Mason var en demokratisk politiker från Virginia av den gamla skolan; han försvarade delstaternas rättigheter mot den federala regeringens makt, han var en förespråkare av slaveriet som hatade abolitionismen.